# چیتلوک (کروشواتس)
چیتلوک (به صربی: Čitluk) یک روستا در صربستان است که در کروشواتس واقع شده‌است.